# 레벨 (롤플레잉 게임 용어)
레벨(level, Lv)은 롤플레잉 게임 등에서 캐릭터의 강도 단계를 나타내는 수치이다. 종종 레벨은 적 캐릭터와의 전투에 승리하여 경험치를 얻고, 그 경험치가 일정 값에 도달하면 레벨이 하나 상승한다. 레벨이 상승하면 그에 따라 캐릭터의 스탯(체력 · 공격력 · 방어력)이 상승하거나 새로운 마법이나 기술을 배우거나 하는 게 일반적이다.
게임 중독의 원인이라는 말이 있다.